# Ye Ji-won
Dans ce nom coréen, le nom de famille, Ye, précède le nom personnel.
Ye Ji-won (hangeul : 예지원 ; RR : Ye Ji-won ; MR : I Yujŏng) est une actrice sud-coréenne, née le 1er février 1973 en Corée du Sud.

## Filmographie

### Cinéma

#### Longs métrages
- 1996 : Mulberry (뽕) de Kim Dong-myeong
- 2000 : Anarchists (아나키스트) de Yoo Young-sik : Kaneko
- 2002 : Turning Gate (생활의 발견) de Hong Sang-soo : Myeong-sook
- 2002 : 2424 de Lee Yeon-woo : Cho Kwang-ja
- 2004 : So Cute (귀여워) de Kim Soo-hyeon : Soon-yi
- 2006 : Old Miss Diary (올드 미스 다이어리) de Kim Seok-yoo : Choi Mi-ja
- 2007 : Shiny Day (눈부신 날에) de Park Kwang-soo : Ha Seon-yeong
- 2007 : Femme fatale (죽어도 해피 엔딩) de Kang Kyeong-hoon : Ji-won
- 2008 : What Happened Last Night? (당신이 잠든 사이에) de Kim Jeong-min : Yoo-jin
- 2009 : After the Banquet (결혼식 후에) de Kim Yoon-cheol : Lee Yoo-ri
- 2010 : Ha ha ha (하하하) de Hong Sang-soo : Ahn Yeon-joo
- 2011 : Hanji (달빛 길어올리기) d'Im Kwon-taek : Hyo-kyeong
- 2011 : The Tick (วอนโดนเตะ!!) de Prachya Pinkaew : Yoon
- 2012 : The Heaven is Only Open to the Single! (설마 그럴리가 없어) de Cho Sung-kyu  : la copine au réalisateur (caméo)
- 2012 : The Winter of the Year Was Warm (내가 고백을 하면) de Cho Sung-kyu : Yoo-jeong
- 2013 : Haewon et les Hommes (누구의 딸도 아닌 해원) de Hong Sang-soo : Yeon-joo
- 2013 : Boomerang Family (고령화 가족) de Song Hae-seong : Soo-ja
- 2013 : Sunhi (우리 선희) de Hong Sang-soo : Joo-hyeon
- 2015 : Revivre (화장) d'Im Kwon-taek : la maîtresse de danse en chef (caméo)
- 2016 : The Last Confession (마지막 고해) de Choo Kyung-yeob : la nonne, Daniela (apparition spéciale)
- 2019 : Homme fatal (기방도령) de Nam Dae-joong : Nan-seol
- 2020 : Invitation (그녀의 비밀정원) de Kim In-sik : Jang Hyeon-jae
- 2021 : Vanishing (배니싱:미제사건) de Denis Dercourt : Im-sook
- 2021 : Introduction (인트로덕션) de Hong Sang-soo : l'infirmière

#### Court métrage
- 2008 : Boy Meets Boy (소년, 소년을 만나다) de Kim Jho Kwang-soo : Cupidon

### Télévision
- 2004 : Old Miss Diary (올드 미스 다이어리)
- 2007 : Evasive Inquiry Agency (얼렁뚱땅 흥신소) : la maîtresse du tarot, Jeong Hee-kyeong / Aran Shah
- 2010 : More Charming by the Day (볼수록 애교만점) : Im Ji-won
- 2012 : Tasty Life (맛있는 인생) : Oh Jin-joo
- 2013 : Dating Agency: Cyrano (연애조작단; 시라노) : Lee Hae-sim (apparition spéciale)
- 2013 : Drama special (드라마 스페셜) : Eun-ha (épisode Some Kind of Relationship (그렇고 그런 사이))
- 2014 : Naeil's Cantabile (내일도 칸타빌레) : Song Mi-na
- 2015 : The Producers (프로듀사) : Go Yang-mi
- 2016 : Drama special (드라마 스페셜) : la mère de Yoo-seul (épisode Page Turner (페이지 터너))
- 2016 : Oh Hae-Young Again (또 오해영) : Park Soo-kyeong
- 2016 : Listen to Love (이번 주, 아내가 바람을 핍니다) : Eun Ah-ra
- 2017 : Introvert Boss (내성적인 보스) : Dang Yoo-hee
- 2018 : Shall We Kiss First (키스 먼저 할까요) : Lee Mi-ra
- 2018 : Still 17 (서른이지만 열일곱입니다) : Jennifer / Hwang Mi-jeong
- 2018 : Busted! (범인은 바로 너) : Ye Ji-won (saison 1, épisode 1 : Forewarned Murder)
- 2018 : The Beauty Inside (뷰티 인사이드) : elle-même
- 2019 : Love Affairs in the Afternoon (평일 오후 세시의 연인) : Choi Soo-ah
- 2019-2020 : Never Twice (두 번은 없다) : Bang Eun-ji
- 2020 : Hospital Playlist (슬기로운 의사생활) : la grande sœur de Jeong Won (Caméo ; saison 1, épisode 1)
- 2020 : Dinner Mate (저녁 같이 드실래요?) : Nam Ah-yeong
- 2020 : Do Do Sol Sol La La Sol (도도솔솔라라솔) : Jin Sook-kyeong
- 2021 : The King of Tears, Lee Bang-won (태종 이방원) : la reine Sindeok du clan Goksan

## Distinctions

### Récompenses
- Pusan Film Critics Awards 2007 : meilleure actrice dans Old Miss Diary (올드 미스 다이어리)
- APAN Star Awards 2016[1] : meilleur second rôle féminin dans Oh Hae-Young Again (또 오해영)

### Nominations
- Grand Bell Awards 2007 : meilleure actrice dans Old Miss Diary (올드 미스 다이어리)
- Baek Sang Art Awards 2014 : meilleur second rôle féminin dans Sunhi (우리 선희)
- The Seoul Awards 2018[2] : meilleur second rôle féminin dans Still 17 (서른이지만 열일곱입니다)